# Operação Golpes Master
Operação Golpes Master foi uma investigação realizada pela Polícia Federa do Brasil em agosto de 2018 com objetivo de combater quadrilhas que fraudava recebimento do abono salarial (PIS) de forma fraudulenta em agências da Caixa Econômica Federal (CEF). A ação contou com mandados de busca e apreensão em todos os estados Brasileiros sendo oito no Estado de São Paulo.

## Investigação
Segundo as investigações, a quadrilha conseguia informações privilegiadas de pessoas que tinham direito ao abono salarial e realizavam os saques utilizando documentos falsos. A operação identificou 88 saques fraudulentos, que deve ter gerado prejuízo de cerca de 80 mil reais aos cofres públicos.